# 里見民部
里見民部（日语：／，?—1614年），日本戰國武將，本名不詳，因其武家官位為民部少輔，由是知名。最上氏家臣，山形藩家老。

## 生平

### 最上之亂
父親里見義近，為出羽國豪族上山城城主上山滿兼家臣。
天正二年（1574年），上山滿兼在天正最上之亂時支持最上義守之子義光，里見軍當時遭到義守方伊達輝宗手下小梁川盛宗攻擊，這時民部還在猶豫支持哪一方，不久在9月1日至10日向伊達軍進行4次和平交涉。12日，伊達輝宗穿著禮服向最上家停戰，民部也親自和伊達氏簽署停戰協定。之後上山滿兼因此投奔義守方最上八楯的天童氏，民部和異母兄內藏助一起投奔天童方。
天正八年（1580年），在義光方氏家守棟、谷柏直家策劃下，民部父子背叛上山滿兼，殺死異母兄內藏助，之後也斬殺上山滿兼。義光與伊達停戰協議時，感激民部對最上家的忠誠，據說義光在很久以前想收民部為家臣。
內亂結束後，民部領上山城城主，繼承上山里見氏，並在村山郡權傾當時。

### 侍奉最上家
天正十九年（1591年），義光二子家親成為德川家康小姓，民部也隨著前往。在天正年間民部將職位讓給兒子權兵衛正光。
慶長五年（1600年）出羽合戰時，民部防守上山城，面對從掛入石仲中山口攻略上山城的上杉氏的將領本庄繁長、上泉泰綱、篠井康信和橫田旨俊等人所領的四千人軍團。民部僅以五百人隨著援軍草刈志摩奇襲敵軍，斬殺四百人。上杉方大將本村親盛被草刈方部將坂彌兵衛斬殺，椎名彌七郎等人戰死，而草刈志摩也被鐵炮射殺而死。
一說里見方和上杉氏內通，本來父親義近原本在山形城作為人質，然而里見方也沒背叛，反而向上杉方奮戰到底。
戰後以勳功獲得長崎城17,000石，也輔佐義光嫡長子義康。

### 義康事件和落馬
最上義光原本和義康關係良好，但是在出羽合戰之後關係變差，民部藉此和才成為義康近臣的原上杉氏家臣原八右衛門一同向兩父子挑撥離間。又一次義康去到寺廟時因意外弄傷袴部，民部對義光說：「幼主深恨主公，那請下令他自殺當作是懲罰。」加深最上父子關係惡化。同時民部此舉也推動義光令家親上位為繼承人，因此也加重民部的地位。
慶長八年（1603年）八月十六日，義康遭到暗殺而死亡，義光下令齋藤光則調查此事，作為加害者的民部自知事情不妙，於是里見一族一同潛逃，上山城則為坂光秀、義光五子上野山義直所領。

### 死亡
里見一族原本計劃當仕加賀前田氏但失敗，反而前田氏在最上氏的要求下引渡里見一族至尾浦城城主下吉忠，慶長十九年（1614年）和父親義近、兒子正光等主從23人一同切腹。
除切腹處死之外，民部的死因諸說紛紜，一說民部在引渡期間在庄内丸岡被殺害，又說是被山賊襲殺，或是被調查役齋藤光則謀殺，或有回國後入城被殺的說法。
最上義光向家親留下遺言，說：「我死後，立即將里見一族徹底肅清。」民部死後，里見一族大半遭到滅族。里見內藏助遺子元勝為報父仇，也加入滅門行列，之後在最上家斡旋下改仕伊達氏。